# Amakusanthura koonyumae
Amakusanthura koonyumae là một loài chân đều trong họ Anthuridae. Loài này được Bamber miêu tả khoa học năm 1997.